# Otto Johan Geerling
Otto Johan Geerling (* 12. Mai 1879 in Schaerbeek; † nach 1930) war ein belgisch-flämischer Werbegrafiker und Illustrator.
Ab 1907 war Geerling in den Niederlanden als Werbegrafiker ansässig, unter anderem in Amsterdam, Zandvoort und Laren. Im Oktober 1907 erhielt er das Zulassungsexamen für die Rijksakademie van beeldende kunsten, trat aber das Studium dort nicht an. Im folgenden Jahr heiratete er in Amsterdam und gründete eine Familie.
Geerling ist ab etwa 1905 als Werbegrafiker nachweisbar. Im ersten Jahrzehnt des 20. Jahrhunderts trat er bis etwa 1930 kontinuierlich als Illustrator von Jugendbüchern in Erscheinung. Er scheint fast ausschließlich für die Verlage G. F. Callenbach, Nijkerk und Kluitman in Alkmaar tätig gewesen zu sein. Geerling zeichnete seine Arbeiten meist mit „O. Geerling“ oder dem Kürzel „OG“.

## Werke (Auswahl)
- De oude Velders en zijn hond. Eene kerstvertelling. 1905
- De veilige haven binnengeloopen. 1907
- De genius van het kransje. 1909
- De kleinkinderen. 1909
- Een gelukkig jaar. 1909
- Bruintje. Een verhaal voor meisjes. 1910
- De Artapappa’s. 1920
- De Katjangs. 1925
- De voetbalclub. um 1932